# Friedrich Wilhelm Schlüter
Friedrich Wilhelm Schlüter (* 18. März 1803 in Hannover; † 4. September 1860 in Hann. Münden) war ein deutscher Verwaltungsjurist.

## Leben
Friedrich Wilhelm Schlüter war Sohn des Kommissionsrats und späteren hannoverschen Oberhofkommissars Konrad Ernst Schlüter (1766–1834). Nach dem Schulbesuch in Hannover studierte Schlüter Rechtswissenschaften an der Universität Göttingen und wurde 1823 Mitglied des Corps Hannovera Göttingen. Nach dem Studium trat er in den Verwaltungsdienst des Königreichs Hannover ein und war Amtsassessor in den Ämtern Blumenau, Neustadt am Rübenberge, dem Amt Uchte, dann in Rotenburg (Wümme) und im Amt Burgdorf. Zuletzt war er als Nachfolger von Friedrich Anton Richter als Amtmann ab 1851 im Amt Ottersberg bis zu dessen Auflösung tätig.
Schlüter war verheiratet mit Henriette geb. Reiche, Tochter des Oberamtmanns Franz Arnold Reiche im Amt Blumenau. Er war ein Vetter des Amtmanns Ludwig August Schlüter.